# Udea brontias
Udea brontias là một loài bướm đêm thuộc họ Crambidae. Nó là loài đặc hữu của Kauai.